# Châteauneuf-du-Pape
Châteauneuf-du-Pape település Franciaországban, Vaucluse megyében. Lakosainak száma 2045 fő (2022. január 1.). Châteauneuf-du-Pape Orange, Roquemaure, Sorgues, Bédarrides és Courthézon községekkel határos.

## Népesség
A település népességének változása:
| Lakosok száma | 2199 | 2225 | 2201 | 2116 | 2062 | 2055 | 2061 | 2040 | 2045 |
|               | 2013 | 2015 | 2016 | 2017 | 2018 | 2019 | 2020 | 2021 | 2022 |